# Chirosia frontata
Chirosia frontata är en tvåvingeart som beskrevs av Masayoshi Suwa 1983. Chirosia frontata ingår i släktet Chirosia och familjen blomsterflugor. Inga underarter finns listade i Catalogue of Life.